# ليزي (فلم)
ليزي (بالإنجليزية: Lizzie) هو فيلم إثارة سيرة ذاتية أمريكي من بطولة كلوي سيفاني، كريستين ستيوارت، جاي هاجلي، جامي شيريدان وفيونا شو، صدر الفيلم في الولايات المتحدة في 14 سبتمبر 2018.